# Marek Dąbrowski
Marek Dąbrowski (Gliwice, 28 de noviembre de 1949) es un deportista polaco que compitió en esgrima, especialista en la modalidad de florete.
Participó en dos Juegos Olímpicos de Verano en los años 1972 y 1976, obteniendo una medalla de oro en Múnich 1972 en la prueba por equipos. Ganó seis medallas en el Campeonato Mundial de Esgrima entre los años 1969 y 1974.

## Palmarés internacional
| Juegos Olímpicos   | Juegos Olímpicos    | Juegos Olímpicos  | Juegos Olímpicos    |
| Año                | Lugar               | Medalla           | Prueba              |
| ------------------ | ------------------- | ----------------- | ------------------- |
| 1972               | Múnich (RFA)        | Medalla de oro    | Florete por equipos |
| Campeonato Mundial |                     |                   |                     |
| Año                | Lugar               | Medalla           | Prueba              |
| 1969               | La Habana (Cuba)    | Medalla de plata  | Florete por equipos |
| 1970               | Ankara (Turquía)    | Medalla de bronce | Florete individual  |
| 1971               | Viena (Austria)     | Medalla de plata  | Florete individual  |
| 1971               | Viena (Austria)     | Medalla de plata  | Florete por equipos |
| 1973               | Gotemburgo (Suecia) | Medalla de bronce | Florete por equipos |
| 1974               | Grenoble (Francia)  | Medalla de plata  | Florete por equipos |